# Derek Dougan
Derek Dougan (Belfast, 20 gennaio 1938 – Wolverhampton, 24 giugno 2007) è stato un calciatore nordirlandese, di ruolo attaccante.

## Carriera
Con i Wolves disputò l'unica edizione del campionato dell'United Soccer Association, lega che poteva fregiarsi del titolo di campionato di Prima Divisione su riconoscimento della FIFA, nel 1967: quell'edizione della Lega fu disputata utilizzando squadre europee e sudamericane in rappresentanza di quelle della USA, che non avevano avuto tempo di riorganizzarsi dopo la scissione che aveva dato vita al campionato concorrente della National Professional Soccer League; la squadra di Los Angeles fu rappresentata per l'appunto dal Wolverhampton. I "Wolves" vinsero la Western Division e batterono in finale i Washington Whips che erano rappresentati dagli scozzesi dell'Aberdeen.

## Palmarès

### Club

#### Competizioni nazionali
- Irish Cup: 1

Lisburn Distillery: 1955-1956
- Campionato statunitense di calcio: 1

Los Angeles Wolves: 1967
- Coppa di Lega inglese: 1

Wolverhampton: 1973-1974